# Lech Jakubiak
Lech Jakubiak (ur. w 1932 w Krośniewicach, zm. 20 czerwca 2019) – polski malarz i architekt.

## Życiorys
W wieku dwóch lat wraz z rodzicami przeprowadził się do Warszawy. Podczas II wojny światowej był żołnierzem Szarych Szeregów i Armii Krajowej oraz uczestnikiem powstania warszawskiego. W 1958 roku ukończył studia na Wydziale Architektury Politechniki Gdańskiej. Do 1964 roku pracował w zawodzie, otrzymując m.in. nagrodę Ministerstwa Budownictwa za udział w projekcie Zakładów Oczyszczania i Kalibrowania Kukurydzy w Kobierzycach. Następnie poświęcił się malarstwu, tworząc głównie obrazy olejne. Został członkiem Związku Polskich Artystów Plastyków. Jego prace były eksponowane na licznych wystawach w kraju i za granicą, m.in. w londyńskiej Cassel Gallery (1964) oraz na Międzynarodowym Plenerze Malarstwa w Reichenau (Austria, 1968). Należał także do Stowarzyszenia Szarych Szeregów.
W latach 60. XX wieku podczas pracy w biurze projektowym zetknął się z Joanną Chmielewską. W wyniku tej znajomości stał się pierwowzorem postaci Lesia Kubajka – głównego bohatera powieści Lesio, wydanej w 1973 roku. Swoją tożsamość z bohaterem Lech Jakubiak ujawnił dopiero w 2002 roku, podczas jednej ze swych wystaw.
Został pochowany na cmentarzu parafialnym w Lesznie k. Błonia.